# Hemitriccus iohannis
Hemitriccus iohannis là một loài chim trong họ Tyrannidae.